# کاواکامی گنسای
کاواکامی گنسای ((به ژاپنی: 河上 彦斎 Kawakami Gensai); ۲۵ دسامبر ۱۸۳۴ – ۱۳ ژانویهٔ ۱۸۷۲) شمشیرزن و یکی از چهار آدمکش باکوماتسو اهل ژاپن بود.